# Thailandia ai Giochi della XXX Olimpiade
La Thailandia partecipò ai Giochi della XXX Olimpiade, svoltisi a Londra, Regno Unito, dal 27 luglio al 12 agosto 2012, con una delegazione di 37 atleti impegnati in quindici discipline.

## Delegazione
| Sport             | Uomini | Donne | Totale |
| ----------------- | ------ | ----- | ------ |
| Atletica Leggera  | 1      | 1     | 2      |
| Badminton         | 4      | 2     | 6      |
| Canoa/Kayak       | 1      | 0     | 1      |
| Canottaggio       | 0      | 1     | 1      |
| Ciclismo          | 0      | 1     | 1      |
| Equitazione       | 0      | 1     | 1      |
| Judo              | 1      | 0     | 1      |
| Nuoto             | 1      | 1     | 2      |
| Pugilato          | 3      | 0     | 3      |
| Sollevamento Pesi | 3      | 4     | 7      |
| Taekwondo         | 1      | 2     | 3      |
| Tennis Tavolo     | 0      | 1     | 1      |
| Tiro              | 1      | 3     | 4      |
| Tiro con l'arco   | 1      | 0     | 1      |
| Vela              | 2      | 1     | 3      |
| Totale            | 19     | 18    | 37     |

## Medaglie
| Riepilogo quotidiano | Riepilogo quotidiano | Riepilogo quotidiano | Riepilogo quotidiano | Riepilogo quotidiano | Riepilogo quotidiano | Riepilogo quotidiano |
| -------------------- | -------------------- | -------------------- | -------------------- | -------------------- | -------------------- | -------------------- |
| Giorno               | Data                 |                      |                      |                      | Totale               |                      |
| 1°                   | 27                   | —                    | —                    | —                    | —                    |                      |
| 2°                   | 28                   | 0                    | 0                    | 0                    | 0                    |                      |
| 3°                   | 29                   | 0                    | 0                    | 0                    | 0                    |                      |
| 4°                   | 30                   | 0                    | 1                    | 1                    | 2                    |                      |
| 5°                   | 31                   | 0                    | 0                    | 0                    | 0                    |                      |
| 6°                   | 1                    | 0                    | 0                    | 0                    | 0                    |                      |
| 7°                   | 2                    | 0                    | 0                    | 0                    | 0                    |                      |
| 8°                   | 3                    | 0                    | 0                    | 0                    | 0                    |                      |
| 9°                   | 4                    | 0                    | 0                    | 0                    | 0                    |                      |
| 10°                  | 5                    | 0                    | 0                    | 0                    | 0                    |                      |
| 11°                  | 6                    | 0                    | 0                    | 0                    | 0                    |                      |
| 12°                  | 7                    | 0                    | 0                    | 0                    | 0                    |                      |
| 13°                  | 8                    | 0                    | 0                    | 1                    | 1                    |                      |
| 14°                  | 9                    | 0                    | 0                    | 0                    | 0                    |                      |
| 15°                  | 10                   | 0                    | 0                    | 0                    | 0                    |                      |
| 16°                  | 11                   | 0                    | 1                    | 0                    | 1                    |                      |
| 17°                  | 12                   | 0                    | 0                    | 0                    | 0                    |                      |
| Totale               | Totale               | 0                    | 2                    | 2                    | 4                    |                      |

### Medagliere per disciplina
| Sport             | Oro | Argento | Bronzo | Totale |
| ----------------- | --- | ------- | ------ | ------ |
| Sollevamento pesi | 0   | 1       | 1      | 2      |
| Pugilato          | 0   | 1       | 0      | 1      |
| Taekwondo         | 0   | 0       | 1      | 1      |
| Totale            | 0   | 2       | 2      | 4      |

### Medagliati

#### Medaglie d'argento
| Medaglia | Nome             | Sport             | Evento             | Data      |
| -------- | ---------------- | ----------------- | ------------------ | --------- |
| Argento  | Pimsiri Sirikaew | Sollevamento pesi | -58 kg femminile   | 30 luglio |
| Argento  | Kaeo Pongprayoon | Pugilato          | Pesi mosca leggeri | 30 luglio |

#### Medaglie di bronzo
| Medaglia | Nome             | Sport             | Evento           | Data      |
| -------- | ---------------- | ----------------- | ---------------- | --------- |
| Bronzo   | Chanatip Sonkham | Taekwondo         | -49 kg femminile | 8 agosto  |
| Bronzo   | Rattikan Gulnoi  | Sollevamento pesi | -58 kg femminile | 30 luglio |

## Risultati

### Sollevamento pesi
Maschile
| Atleta                   | Evento | Strappo   | Strappo    | Slancio   | Slancio    | Totale | Classifica |
| Atleta                   | Evento | Risultato | Classifica | Risultato | Classifica | Totale | Classifica |
| ------------------------ | ------ | --------- | ---------- | --------- | ---------- | ------ | ---------- |
| Atthaphon Daengchanthuek | -69 kg | 130 kg    | 18º        | 170 kg    | 14º        | 300 kg | 16º        |
| Chatuphum Chinnawong     | -77 kg | 157 kg    | 4º         | 191 kg    | 4º         | 348 kg | 4º         |
| Pitaya Tibnoke           | -85 kg | 152 kg    | 14º        | 196 kg    | 10º        | 348 kg | 12º        |

Femminile
| Atleta                | Evento | Strappo   | Strappo    | Slancio   | Slancio    | Totale | Classifica |
| Atleta                | Evento | Risultato | Classifica | Risultato | Classifica | Totale | Classifica |
| --------------------- | ------ | --------- | ---------- | --------- | ---------- | ------ | ---------- |
| Panida Khamsri        | -48 kg | 81 kg     | DNF        | -         | -          | -      | DNF        |
| Sirivimon Pramongkhol | -48 kg | 82 kg     | 4ª         | 109 kg    | 4ª         | 191 kg | 4ª         |
| Pimsiri Sirikaew      | -58 kg | 100 kg    | =8ª        | 136 kg    | 2ª         | 236 kg |            |
| Rattikan Gulnoi       | -58 kg | 100 kg    | =8ª        | 134 kg    | 3ª         | 234 kg |            |